# Abtei Nonantola
Die Abtei Nonantola (lat. Abbatia Sancti Silvestri de Nonantula oder Abbatia Nonantulana) ist eine ehemalige exemte Abtei der Benediktiner und später der Zisterzienser in der Stadt Nonantola bei Modena in der Region Emilia-Romagna in Italien.

## Geschichte
Gegründet wurde die Abtei im Jahr 751/752 von Anselm, dem Schwager des Langobardenkönigs Aistulf. Bereits 756 wurden dort die sterblichen Überreste des Heiligen Silvester I. bestattet. 780 wurde der Abtei das Gelände der Pieve di San Pietro a Gropina von Karl dem Großen geschenkt, Mönche der Abtei erbauten dort den Vorgänger der heute noch erhaltenen Kirche. Die Abtei wurde im Jahr 883 für eine Konferenz zwischen Karl III. und Marinus I. genutzt. 
Um 877 wurde die Abtei von Adaelard von Verona besetzt. Bei der Verwüstung durch die Ungarn 889 wurden Gebäude zerstört und gingen viele Schriften der Bibliothek verloren. 907 wurde die neue Kirche geweiht, das war noch nicht die heutige Basilika.
Kaiser Otto I. gab die Abtei 962 als Lehen an den Bischof Guido/Vitus von Modena, den Erzkanzler des Heiligen Römischen Reiches, danach an Bischof Hubert von Parma, ebenfalls Erzkanzler, 1026 verlieh König Konrad II. die Abtei an Erzbischof Aribert von Mailand. In dieser Zeit wurde das Kloster selbst von Pröpsten geleitet. Erst ab 1044 standen wieder vor Ort residierende Regularäbte an der Spitze der Abtei.
Am 4. Januar 1058 erließ der Abt Gotescalco/Gottschalk, der von 1053 bis 1059 amtierte, so etwas wie eine Erklärung der Menschenrechte für die auf dem Gebiet des Klosters lebenden Bauern und übrigen Laien.
Mit dem Beginn des Investiturstreits stellte sich das Kloster auf die Seite des Kaisers, bis es 1083 von Mathilde von Canossa gezwungen wurde, sich auf die Seite des Papstes zu stellen. Um 1111 verfasst der Mönch Placidus von Nonantola seine Schrift Liber de honore ecclesiae (Buch über die Ehre der Kirche), wohl eine der wichtigsten Schriften, die während des Investiturstreits entstanden. 
Gian Galeazzo Pepoli, der letzte reguläre Benediktinerabt, starb 1449. Ihm folgten Kommendataräbte, darunter der spätere Papst Julius II. und Carlo Borromeo. Im Jahr 1514 ging das Kloster an den Zisterzienserorden über. Eine Reform durch Giovanni Francesco Bonhomini, dem Bischof von Vercelli sowie die Errichtung eines Seminars beim Kloster konnten den Niedergang nicht aufhalten. 1797 wurde die Abtei aufgehoben, aber von Papst Pius VII. 1815 als Abbatia nullius (Gefreite Abtei) wiederhergestellt und 1820 in Personalunion verbunden mit der Diözese von Modena. Ab 1866 übernahm die italienische Regierung das Kloster Nonantola. Erst 1926 kam es zur Abschaffung der Kommenden und der jeweilige Erzbischof von Modena wurde nun zugleich Abtordinarius von Nonantola. 1928 wurde die Abteikirche zur päpstlichen Basilika minor erhoben. 1986 wurde die Abtei auch namentlich dauerhaft mit dem umbenannten Erzbistum Modena-Nonantola vereinigt.

## Architektur
Die Abtei selbst befindet sich im Stadtzentrum. Der frühere mittelalterliche Bau bestand aus mehreren Oratorien. Eine größere Kirche entstand im 10.–11. Jahrhundert im karolingischen Stil. Erst im 12. Jahrhundert kam es zum Ausbau eines Klosters. Die heutige romanische Backsteinbasilika wurde ab dem frühen 11. Jahrhundert errichtet – 1013 bestellte Abt Rodolfo das Portal. Ein Erdbeben beschädigte die Abtei im Jahr 1117. Ein Horizontalbalken mit der Inschrift 1117 weist auf den Wiederaufbau der Kirche hin. Somit kann die heutige Gestalt der Abtei und ihrer Kirche als Ausdruck des frühen 11. oder des frühen 12. Jahrhunderts betrachtet werden.
Die mit Säulen, Lisenen und Halbsäulen verzierte Fassade ist ein klassisches Beispiel norditalienischer Backsteinarchitektur. Ähnlich gestaltete turmlose Basiliken nördlich der Alpen wie Kloster Sorø in Dänemark und Kloster Lehnin in der Mark Brandenburg bezeugen die Vorbildwirkung dieser Architektur.
Im 15. Jahrhundert kam es zum Bau einer Loggia, die über Bögen im Erdgeschoss und im Obergeschoss über verzierte Terrakotta-Säulen verfügt. Das Antiquarium der Abtei ist heute dort untergebracht.

## Einrichtungen

### Altar
Der Sarkophag des Heiligen Silvester dient seit seiner Restaurierung 1913–17 als Hochaltar. Im Weiteren befinden sich am Altar acht Platten aus Marmor, die Episoden aus dem Leben Papst Silvester I. zeigen. Diese Marmorplatten wurden von Jacopo Silla de Longhi in den Jahren 1568 bis 1572 erstellt. Auf dem Altar steht die Urne des Heiligen Papstes Silvester I.

### Krypta
Die Krypta der Abtei existiert seit dem 10. oder 11. Jahrhundert. Das Gewölbe wird von 64 Säulen und 20 Terrakotta-Halbsäulen gestützt. Jedes Kapitell ist mit Zierelementen versehen. Ab dem 15.–16. Jahrhundert wurde diese für Betzwecke geschlossen und von 1913 bis 1917 restauriert. Im Weiteren befinden sich die Überreste des Heiligen Anselm, Papst Hadrian III., Synesius, Theopompus, Fosca und Anseride in der Krypta.

## Äbte

### Reguläre Äbte
- Heiliger Anselm von Nonantola (752–3. März 803)
- Pietro (804–824)
- Ansfrido (825–837)
- Ratperto (838–839)
- Rotichildo (839–842)
- Giselprando (842–851)
- Liutefredo (851–855)
- Leone I. (855–856)
- Pietro II. (856–865)
- Varnefrido (865–869)
- Ragimbaldo (869–870)
- Teodorico (870–887)
- Landefredo (890–895)
- Leopardo (895–907)
- Pietro III. (907–913)
- Seliger Gregorio (913–929)[2]
- Ingelberto (929–941)
- Gerlone (941–947)
- Gottifredo (947–958) circa
- Guido Bischof von Modena (959–969) circa
- Umberto Bischof von Parma (969–974) circa
- Johannes XVI. (982–995) circa
- Leone II. (996–998)
- Giovanni II. (998–1000)
- Leone III. (1000–1002)
- Rodolfo I. (1002–1032)
- Rodolfo II. (1035–1053)
- Gottescalco (1053–1059) circa
- Landolfo I. (1060–1072)
- Damiano (1086–1112)
- Giovanni III. (1112–1128)
- Ildebrando (1129–1140)
- Andrea (1140–1144) circa
- Alberto I. (1144–1154)
- Alberto II. (1154–1178)
- Bonifacio (1179–1201)
- Raimondo (1201–1250) circa
- Cirsacco (1250–1255)
- Buonaccorso (1255–1262)
- Landolfo II. (1263–1275)
- Guido (1286–1309)
- Nicolò Baratti (1309–1329)
- Bernardo (1330–1334)
- Guglielmo (1337–1347)
- Federico (1347–1348)
- Diodato (1348–1356)
- Lodovico (1357–1361)
- Ademaro (1363–1369)
- Tommaso de’ Marzapesci (1369–1385)
- Nicolò d’Assisi (1386–1398)
- Battista Gozzadini (1398–1400)
- Delfino Gozzadini (1400–1405)
- Giangaleazzo Pepoli (1407–1449)

### Kommendatarabt
- Gurone d’Este (1449–1484)
- Giuliano Kardinal Della Rovere (1485–1503)
- Galeotto Franciotti della Rovere (1503–1505)
- Giuliano Kardinal Cesarini (1505–1510)
- Gianmatteo Sertorio (1510–1516) circa
- Gianjacopo Sertorio (1516–1527) circa
- Gianmatteo Sertorio (nuov.) (1527–1531)
- Antonio Maria Sertorio (1531–1550)
- Giulio Sertorio (1550–1560)
- Heiliger Karl Borromäus (1560–1566)
- Gianfrancesco Bonomi (1566–1572)
- Guido Kardinal Ferreri (1573–1582)
- Filippo Kardinal Gustavillani (1582–1587)
- Girolamo Kardinal Mattei (1587–1603)
- Alessandro Mattei (1603–1621)
- Ludovico Kardinal Lodavisi (1621–1632)
- Antonio Kardinal Barberini (1632–1671)
- Jacopo Kardinal Rospigliosi (1671–1684)
- Jacopo Kardinal De Angelis (1687–1695)
- Sebastiano Antonio Kardinal Tanara (1695–1724)
- Alessandro Kardinal Albani (1724–1779)
- Francesco Maria d’Este (1780–1821)

### Kommendatarabt und Bischof bzw. Erzbischof von Modena
- Tiburzio Marchese Cortese (1822–1828)
- Giuseppe Marchese Sommariva (1828–1830)
- Adeodato Caleffi OSB (1830–1838)
- Luigi Reggianini (1838–1848)
- Luigi Ferrari (1848–1852)
- Francesco Emilio Cugini (1852–1872)
- Giuseppe Maria Conte Guidelli (1872–1889)
- Carlo Maria Borgognoni (1889–1901)
- Natale Bruni (1901–1926)
- Giuseppe Antonio Ferdinando Bussolari OFM (1926–1939)
- Cesare Boccoleri (1940–1956)
- Giuseppe Amici (1957–1976)
- Bruno Foresti (1976–1983)
- Bartolomeo Santo Quadri (1983–1986)

### Erzbischof von Modena-Nonantola
- Bartolomeo Santo Quadri (1986–1996)
- Benito Cocchi (1996–2010)
- Antonio Lanfranchi (2010–2015)
- Erio Castellucci (seit 2015)